# Чилинка
Чили́нка (каз. Чилинка) — упразднённое село в Ерейментауском районе Акмолинской области Казахстана. Входило в состав Бестогайского сельского округа. 

## География
Село располагалось в западной части района, на расстоянии примерно 51 километров (по прямой) к северу от административного центра района — города Ерейментау, в 20 километрах к северо-востоку от административного центра сельского округа — села Бестогай.
Абсолютная высота — 252 метров над уровнем моря.
Ближайшие населённые пункты: село Селетинское — на северо-западе, село Байсары — на юго-западе.

## История
В 1989 году село являлось административным центром Чилинского сельсовета в составе Селетинского района.
В периоде 1991—1998 годов:
- в состав Бестогайского сельского округа вошла территория упразднённого Чилинского сельского округа (сёла Чилинка, Жанажол);
- село Жанажол было передано в состав Тургайского сельского округа;
- после упразднения Селетинского района, сельский округ вместе с районом был включен в состав Ерейментауского района Акмолинской области.

Совместным решением Акима Акмолинской области и Акмолинского областного маслихата от 26 декабря 2003 года N 3C-3-12 (зарегистрированное Управлением юстиции Акмолинской области 12 января 2004 года № 2206) село Чилинка было переведено в категорию иных поселений и исключено из учётных данных, поселение села вошло в состав села Байсары.

## Население
В 1989 году население села составляло 661 человек (из них казахи — 100 %).
В 1999 году население села составляло 221 человек (113 мужчин и 108 женщин).
| Численность населения | Численность населения |
| 1989                  | 1999                  |
| --------------------- | --------------------- |
| 661                   | ↘221                  |